# Ampelopteris prolifera
Ampelopteris prolifera är en kärrbräkenväxtart som först beskrevs av Anders Jahan Retzius, och fick sitt nu gällande namn av Edwin Bingham Copeland. Ampelopteris prolifera ingår i släktet Ampelopteris och familjen Thelypteridaceae. Inga underarter finns listade.